# Freudomarxismo
El freudomarxismo es un intento de síntesis entre el psicoanálisis freudiano y el marxismo, siendo en la primera época (en la segunda década del siglo XX) su representante principal Wilhelm Reich. Posteriormente se darán nuevos intentos por conjugar las dos teorías, especialmente a partir del movimiento de 1968 y en la década de los setenta. En esta segunda fase, uno de los principales exponentes del freudomarxismo es Herbert Marcuse.  
Aparte de los trabajos de Sigmund Freud y Karl Marx, otros autores que históricamente han influido directa o indirectamente en el desarrollo del freudomarxismo son León Trotski, Antonio Gramsci, José Carlos Mariátegui, Siegfried Bernfeld, Wilhelm Reich, Otto Fenichel, Vera Schmidt, Aleksandr Luria, Max Horkheimer, Erich Fromm, André Breton, René Crevel, Tristan Tzara, Karel Teige, Xavier Abril, Elias Piterbarg, Henri De Man, Max Eastman, Oswald de Andrade, Attila József y Jean Audard.
De acuerdo con David Pavón-Cuéllar, el freudomarxismo expone, entre otras cosas, que «la base material-existencial» de la conciencia no solo se encuentra en lo social y económico (como señaló Marx), sino que también en lo sexual y somático (como indicó Freud).

## Desarrollo histórico

### Antecedentes
Si bien el propio Freud se consideraba a sí mismo como un «liberal de la vieja escuela», rechazó expresamente el marxismo y su abordaje terapéutico se realizaba inicial y exclusivamente sobre las clases altas y medias altas, él mismo proyectaba que el psicoanálisis pudiera socializarse también entre las demás clases sociales.
Según Freud, Marx atribuye erróneamente la trayectoria de la sociedad a una necesaria "ley natural o evolución conceptual [dialéctica]"; en cambio, sugiere Freud, se puede atribuir a factores contingentes: "factores psicológicos, como la cantidad de agresividad constitucional", "la firmeza de la organización dentro de la horda" y "factores materiales, como la posesión de armas superiores". Sin embargo, Freud no descarta por completo el marxismo: "La fuerza del marxismo radica claramente, no en su visión de la historia o sus profecías del futuro que se basan en ella, sino en su indicación sagaz de la influencia decisiva que la economía circunstancias de los hombres tienen sobre sus actitudes intelectuales, éticas y artísticas”.
De acuerdo con Phillip Henry, la masificación de psicopatologías que trajo la Primera Guerra Mundial aunado a las dificultades económicas que la guerra impuso a sus pacientes hizo que Freud reflexionara en llevar el psicoanálisis a otros estratos de la sociedad. Asimismo, Phillip Henry señala que este cambio de paradigma en el movimiento psicoanalista provocó que muchos de sus adherentes se acercaran a la socialdemocracia.
De esta manera, indica Phillip Henry, se desarrolló una especie de «espíritu progresista» que se materializó en proyectos sociales inspirados en el psicoanálisis como los llevados a cabo por el socialista Siegfried Bernfeld y el docente August Aichhorn en los alrededores de la Viena de 1919.
Una de las mayores expresiones de este psicoanálisis progresista se materializó tras la victoria municipal del entonces Partido Socialdemócrata Obrero sobre lo que sería la llamada Viena roja, un proyecto político concebido para la superación pacífica del capitalismo a través de las luchas democráticas y la transformación sociocultural. De esta manera, en este contexto político se produjo en el movimiento psicoanalista lo que Helene Deutsch denominó como el «revolucionarismo» de la segunda generación.
Por otro lado, en 1920 se fundó el Instituto Psicoanalítico de Berlín y con este también la Policlínica de Berlín, un centro ambulatorio de atención psicoanalítica que, entre otras cosas, ofrecía tratamiento gratuito o a bajo costo para la población menos privilegiada. Tras esto, se abrieron otras clínicas similares a nivel internacional.

### Primera época: Wilhelm Reich

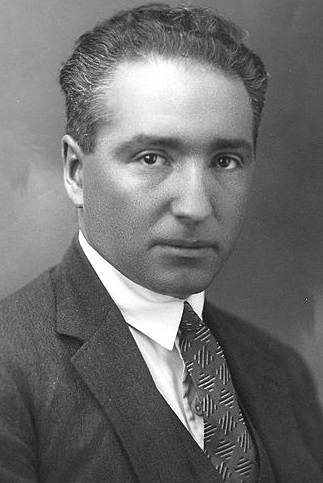
Wilhelm Reich

El iniciador de este intento de conjunción fue Wilhelm Reich, al fundamentar el germen de la neurosis en el rechazo de las pulsiones sexuales desde una sociedad fundada en la represión.
Los inicios de la historia del freudomarxismo se caracterizan por la doble expulsión de Reich tanto del Partido Comunista de Alemania (KPD) como de la Asociación Internacional de Psicoanálisis.
Uno de los proyectos de Reich que dieron mayor forma al freudomarxismo fue el Ambulatorium de Viena, una institución para la atención psicológica de indigentes. La experiencia que tuvo en esta institución hizo que Reich señalara que la miseria económica y social afectaba en el desarrollo de las neurosis de una manera muy distinta a las neurosis sobre los pacientes burgueses estudiados por Freud.
De esta manera, esta corriente psicoanalista no se conformaba con la clásica visión liberal de la terapéutica enfocada en solamente adaptar el individuo al ambiente, sino que también se comprometía en transformar social, cultural y económicamente las bases materiales imperantes.

#### Asociación Internacional de Psicoanálisis
Por parte del frente analítico se rechazó el compromiso político de Reich dado que no respetaba un posicionamiento neutral al que se estaba adscrito.
Los diferentes puntos de divergencia se podrían resumir en los siguientes términos:
1. El sistema capitalista como origen de la neurosis, y por ende, el fin del capitalismo como requisito para la cura psicoanalítica.
2. Rechazo de la universalidad del complejo de Edipo, dado que implicaría la aceptación de la represión como fundamento que sustenta la cultura.
3. Negación de la pulsión de muerte.

#### Partido Comunista Alemán
Presentó el psicoanálisis ante los comunistas alemanes como una crítica de la represión nacida del capitalismo. Sin embargo, su expulsión se debió a dos motivos.
1. Importancia atribuida a los problemas personales, interpretada como intención de debilitamiento de la militancia.
2. Revisión de las relaciones jerárquicas.

### Segunda época: Herbert Marcuse
Sería su segundo representante, Herbert Marcuse, quien rescataría del olvido, tras mayo de 1968, la obra de Reich y el Freudomarxismo.
En su obra previa de 1955, Eros y civilización, Marcuse diría que si bien la represión pulsional colectiva es condición sine qua non de la existencia de la civilización, actualmente, y debido a sus propias técnicas, esta puede establecerse de un modo menos rígido.

### Los sesenta en adelante
Los intentos de unir las perspectivas de análisis y crítica social del marxismo y el psicoanálisis freudiano tuvieron especial auge en la década de los sesenta. Por ejemplo está el ensayo muy influencial del marxista Louis Althusser llamado "Freud y Lacan" el cual anticipa el intento de colaboración entre las perspectivas de Marx y del psicoanalista freudiano francés Jacques Lacan. Esta línea de pensamiento tomaría especial desarrollo en los escritos del esloveno Slavoj Žižek. 
Por otro lado están también los escritos muy populares en los sesenta y setenta de Erich Fromm aunque este ya escribía algunas décadas antes. Así también está la perspectiva desarrollada por el filósofo Gilles Deleuze y el psicoanalista Félix Guattari en sus libros de la serie Capitalismo y esquizofrenia titulados El Anti-edipo y Mil mesetas de los setenta y ochenta. También podríamos considerar el texto de Jean-François Lyotard titulado Economía Libidinal de los setenta.

## Crítica del freudomarxismo
El intento de vinculación ideológica entre psicoanálisis y marxismo es considerado inviable fundamentalmente debido a dos postulados.[cita requerida]
1. Objetos heterogéneos.
2. Metodologías inconciliables.

No sería posible por tanto establecer un reduccionismo de lo psíquico a lo económico, ni consecuentemente de la represión psíquica a la ideológica.[cita requerida]